# Anisodes rhodobapta
Anisodes rhodobapta is een vlinder uit de familie van de spanners (Geometridae). De wetenschappelijke naam van de soort is voor het eerst geldig gepubliceerd in 1941 door Alfred Jefferis Turner. Ze komt voor in het noorden van Queensland (Australië).